# فرخ غفاري
فرخ غفاري (بالفارسية: فرخ غفاری) مواليد 25 فبراير 1921 - 17 ديسمبر 2006) مخرج وممثل وناقد ومؤلف إيراني، عمِل جنبًا إلى جنب مع إبراهيم جولستان وفريدون رهنمة. يُعد أحد مؤسسي الموجة الإيرانية الجديدة في السينما. من خلال تأسيس أول جمعية وطنية للسينما الإيرانية في عام 1949 ضمن قسم باستان في متحف إيران الوطني وتنظيم أسبوع الفيلم الأول الذي تم خلاله عرض الأفلام الإنجليزية ، وضع غفاري الأساس للأفلام البديلة وغير التجارية في إيران.

## النشاط المهني
ولد غفاري في طهران، و تلقى تعليمه في بلجيكا وفي جامعة غرونوبل في فرنسا ، في عام 1958 أنتج غفاري واحدًا من أول الأفلام الواقعية الجديدة في السينما الإيرانية ، جونوب شهر ( جنوب المدينة ).يصور الفيلم فقر الطبقة العاملة، وتم حظره من قبل حكومة الشاه ، التي كانت تخشى أن يستخدمه الاتحاد السوفييتي كأداة دعائية لإظهار الحالة الاقتصادية المتعثرة للطبقات الدنيا في إيران. في عام 1963، تم إصدار نسخة منقحة من الفيلم بعنوان (التنافس الحضري ) أخيرًا. في عام 1964 ، أنتج وأخرج فيلمه التالي ( ليلة الأحدب ). استنادًا إلى ألف ليلة وليلة ، تم تصوير حقبة الفيلم خلال عهد الخليفة هارون الرشيد ، ولكن تم تغييره إلى الأوقات المعاصرة بسبب اعتراضات الرقابة كوميديا سوداء عن المهربين الذين يحاولون إخفاء جثة الحدباء الميت الذي ترك على عتبة بابهم. قام ببطولة الفيلم غفاري ومحمد علي كيشافارز في أول ظهور له في الفيلم. عمل غفاري في التلفزيون الوطني الإيراني خلال هذه الفترة. في عام 1975 أصدر غفاري فيلمه الأخير من بطولة برويز الصياد. في عام 1979 مع هجمة الثورة الإيرانية ، انتقل غفاري إلى باريس ، حيث عمل كناقد سينمائي لمجلة بوستيف . عاش في المنفى في باريس حتى وفاته في عام 2006.
فيلموغرافيا

### الأفلام الروائية
- 1958:  الإلكترونية شهر (جنوب المدينة)
- 1960 أروس كودومي؟ (من هي العروس؟ )
- 1965: شاب قوزي (ليلة الأحدب)
- 1975: زنبورك (الكنسي الجري).

### الأفلام الوثائقية
- ( سنتنا الجديدة)
- دارياي بارس (الخليج الفارسي)
- (النفط والحياة)
- (وزارة الصناعة والمناجم)

## روابط خارجية
- فرخ غفاري على موقع IMDb (الإنجليزية)
- فرخ غفاري على موقع ألو سيني (الفرنسية)
- فرخ غفاري على موقع قاعدة بيانات الفيلم (الإنجليزية)